# نصرت باروچا
نصرت باروچا (انگلیسی: Nushrat Bharucha؛ زادهٔ ۱۷ مهٔ ۱۹۸۵) هنرپیشه اهل هند است.
وی بازیگر فیلم‌هایی همچون سونو، تیتو، سوئیتی بوده‌است.
.

## فیلم‌شناسی
فهرست برخی از فیلم‌هایی که نصرت باروچا در آن‌ها به ایفای نقش پرداخته است:
- سونو، تیتو، سوئیتی
- کی میدونه فردا چی میشه؟
- ضربه عشق
- ضربه عشق ۲
- دختر رویایی
- پرش
- آکاش وانی
- رام سیتو
- سلفی
- داستان‌های عجیب
- چاتراپاتی
- تنها